# Ana Maria Zahariade
Ana Maria Zahariade (n. 15 noiembrie 1949) este o arhitectă, istorică și teoreticiană a arhitecturii, și pedagogă română, laureată a Premiului Herder în anul 2003.
Ana Maria Zahariade este profesoară la Universitatea de Arhitectură și Urbanism Ion Mincu din București, fiind unul din specialiștii români importanți ai istoriei și teoriei arhitecturii.

## Biografie universitară
1973 - diploma de arhitect la Institutul de Arhitectură Ion Mincu (IAIM, astăzi UAUIM); 1973-1977 – arhitect al Institutului de studii și cercetare hidroenergetica, București; l977 -1990 – asistent al Catedrei de proiectare în IAIM, clasa profesorului Mircea Alifanti, în urma unui concurs de admitere; 1990 - lector universitar; 1994 - șef de lucrări; 1999 - profesor de teoria arhitecturii la catedra de istorie și teorie a arhitecturii a UAUIM. După 2002 - coordonator de lucrări de doctorat.
- După 1989 – se implică activ în sincronizarea învățământului românesc de arhitectură cu principiile contemporane de educație din domeniu.

- 1990 - Doctor în arhitectură, cu teza: Aspecte ale eficienței sociale a anumitor tipuri de locuințe urbane de înălțime medie și densitate mare - coordonator: prof. M. Alifanti.[1]

## Poziții academice
- 2002-2008 – Director al Catedrei de Istoria, Teoria Arhitecturii și de Conservarea Patrimoniului;
- membru al senatului UAUIM.

## Expoziții
- co-organizator al expozițiilor centenare Horia Creanga (1992) si Marcel Iancu (1996)
- vice-curator al Pavilionului român de la Bienala de arhitectură de la Veneția (2000) și autor de cataloage.

## Premii și distincții
- 1997 și 1999 – Premiul Uniunii Arhitecților din România pentru cataloagele Horia Creangă și Marcel Iancu;
- 1998 - premiul Margareta Sterian pentru expoziția Centenar Marcel Iancu.
- 2003 - Premiul Herder, acordat de Fundația Alfred Toepfer și Universitatea Viena pentru lucrările teoretice și activismul cultural, în sensul cooperării culturale central-europene;
- 2006 - medalia jubiliară a Muzeului Țăranului Român

## Afilieri la comitete științifice și jurii de specialitate
- Membru al consiliului director al Institutului Cultural Român, începând cu 2009;
- Membru al consiliului editorial al Revistei ARHITEXT - DESIGN, incepând cu 2001;
- Membru în multiple jurii naționale și internaționale (Uniunea Internațională a Arhitecților, UGent, ENSAPLV Paris, Sapienza Roma, Ministerul Culturii România, ICR, Ordinul Arhitecților din România)

## Publicații
autor
- Arhitectura în proiectul comunist. România 1944-1989 / Architecture in the Communist Project. Romania 1944-1989, editura Simetria, 2011;
- Simptome de tranziție / Symptoms of Transition, vol. 1 + 2, editura Arhitext , 2009, 2010;
- To Re-Build The City, to Re-Build Architecture, editura Simetria, 2000;
- Romania 1996 Forgotten Balance - Timisoara 1991-1996, editura Simetria, 1996 (autor și coordonator)

coautor
- Dacia 1300 – My Generation, editura Simetria, Bucuresti, 2003;
- Teme ale arhitecturii din România în secolul XX, editura ICR, 2003;
- Centenar Marcel Iancu / Marcel Iancu Centenary (1895-1995), editura Simetria, 1996;
- Centenar Horia Creangă, editura Simetria, 1992

coordonator
- ACUM. Spațiul public și reinserția socială a proiectului artistic și arhitectural (vol. 1,2,3), Editura Universitară Ion Mincu, 2006. 2007.
- ACUM. Repere bucureștene (vol. 4), Editura Universitară Ion Mincu, 2010;
- stART dâmbovița, Editura Universitară Ion Mincu, 2007;
- Edification des lieux et paysage, Editura Universitara Ion Mincu, 2006

contribuții la volume colective și reviste de arhitectură (selecție)
- Le projet communiste en béton, în L’Architecture des régimes totalitaires face à la démocratisation (Harmatan, 2008);
- Who is Afraid Of Diversity, în EAAE News Sheet 74 / febr / 2006;
- On Silence and Words, în Ideals in Concrete (NAi Publishers, 2004);
- Tribute to Vitruvius, în New Europe College GE-NEC Program 2000-2001-2001-2002 (NEC, 2003);
- Puzzle, Rubicube or Roadside Picnic, în Hintergrund 21 (Architektur Zentrum Wien, 2003);
- Vechi “înscrieri” în scrieri: teritoriu și arhitectură, în Teritorii: scrieri, dez-scrieri (Paidea, 2003);
- The Architecture that did not exist, în Secolul XXI, 2/2005;
- Expectations vs. Realities, în New Building Today (Birkhäuser Verlag, 1995), etc;
- articole în revistele românești de arhitectură Arhitectura, Octogon și Arhitext.

1. ↑  Marcu, George (2017). Femei de seamă din România. De ieri și de azi. Meronia. p. 464.